# 心中的野兽
《心中的野兽》（英語：La bestia nel cuore）是一部於2005年上映的電影。該片由克莉絲提娜·康嫚希妮執導，並改編自自己的小說。它入圍第62届威尼斯国际电影节的金獅獎以及第78届奥斯卡金像奖的最佳外語片。

## 角色
- 乔凡娜·梅索兹殴诺 飾 薩賓娜
- 亚力希欧·波尼 飾 佛朗哥
- 史蒂芬娜·若卡（英语：Stefania Rocca） 飾 艾米利亞，薩賓娜的老朋友
- 安杰拉·菲诺基亚罗（英语：Angela Finocchiaro） 飾 瑪麗亞，薩賓娜的朋友與同事
- 魯奇羅卡·西歐（英语：Luigi Lo Cascio） 飾 达尼埃來，薩賓娜的哥哥
- 法蘭西斯·茵歐蒂（英语：Francesca Inaudi） 飾 安妮塔，达尼埃來的妻子
- 吉塞培·巴蒂斯通（英语：Giuseppe Battiston） 飾 安德烈亞·內格
- 瓦萊利歐·畢納斯可（英语：Valerio Binasco） 飾 父親
- 西蒙娜·利西（英语：Simona Lisi） 飾 母親

## 外部鏈接
- 互联网电影数据库（IMDb）上《心中的野獸》的资料（英文）
- AllMovie上《心中的野獸》的资料（英文）
- European-films.net《心中的野獸》評價